# Hirtodrosophila shiptonensis
Hirtodrosophila shiptonensis är en tvåvingeart som först beskrevs av Bock 1984.  Hirtodrosophila shiptonensis ingår i släktet Hirtodrosophila och familjen daggflugor. Inga underarter finns listade i Catalogue of Life.